# الکساندر توتاکایف
الکساندر توتاکایف (به انگلیسی: Aleksandr Tutakayev) (زادهٔ ۱۰ سپتامبر ۱۹۴۳) شناگر اهل شوروی است.